# Heilig-Kreuz-Kirche (Ustroń)
Die Heilig-Kreuz-Kirche (polnisch Kościół Podwyższenia Krzyża Świętego w Ustroniu) im Stadtteil Lipowiec von Ustroń, Polen, ist eine römisch-katholische Pfarrkirche in den Schlesischen Beskiden. 

## Geschichte
Die Kirche wurde von 1808 bis 1810 in dem damals selbständigen Dort Lipowiec errichtet. Die Innenausstattung ist im Stil des Rokoko und Spätbarocks gehalten.